# نورپور، اوتار پرادش
نورپور، اوتار پرادش (به انگلیسی: Noorpur) یک منطقهٔ مسکونی در هند است که در Bijnor district واقع شده‌است.

## خصوصیات
نورپور ۳۳٬۵۸۰ نفر جمعیت دارد.